# 板棋
板棋（Tafl），或翻國王棋，原文古諾爾斯語意思為板，是約西元四百年前出現，在西洋棋出現之前最流行於北歐的兩人棋類，維京人將其散播於北歐各地，因此有許多地方變體。

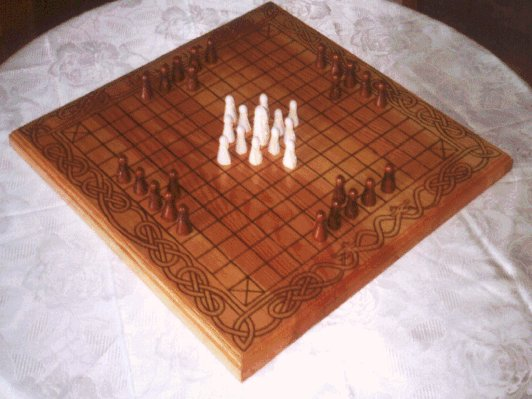
挪威板棋--板棋的一種

## 一般規則
- 遊戲有兩方：護王方、捉王方。
  - 護王方有兩種棋子：兵卒（taflman）N枚；國王1枚。
  - 捉王方只有一種棋：兵卒（taflman）2N枚。

- 遊戲前先布置棋子，護王方的國王會放在正中間格，由其兵卒圍繞。捉王方通常擺於棋盤外圍。

- 每方輪流動一枚己子。

- 所有棋子走法皆是縱橫方向走任意數格到無棋子處，中途不得有子。

- 任何方兵卒不可停在角落四格，除了國王。

- 對不同棋子各有一種吃法：
  - 夾吃：當己方主動有兩枚棋子夾住一枚敵方兵卒，吃掉对方該枚棋子。該規則下，角落四格計為白方，若黑子位於白子和角落格之間，算入夾吃。
  - 圍吃：當己方主動有四枚棋子包住一枚敵方國王，吃掉对方該枚棋子。

- 兩方勝利條件不一：
  - 護王方以讓國王移動至棋邊或四角隅格之一獲勝。
  - 捉王方以圍吃國王獲勝。[2]

## 各種板棋[3]

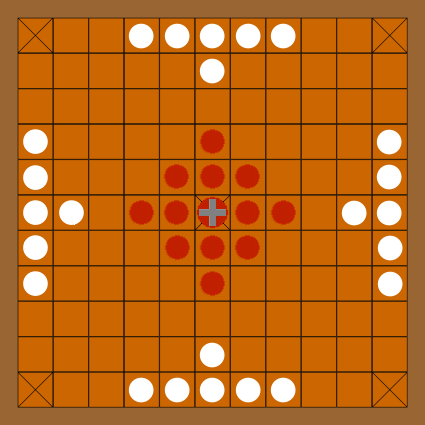
挪威板棋（Hnefatafl） 11×11棋盤，N=12
撒克遜板棋（Alea Evangelii） 19×19棋盤，N=20
威爾斯板棋（Tawlbwrdd） 11×11棋盤，N=12
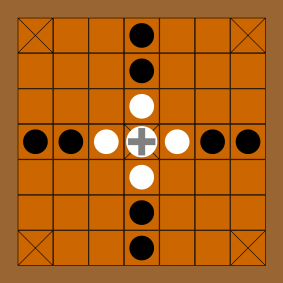
愛爾蘭板棋（Brandubh） 7×7棋盤，N=4
蘇格蘭板棋（Ard Ri） 7×7棋盤，N=8
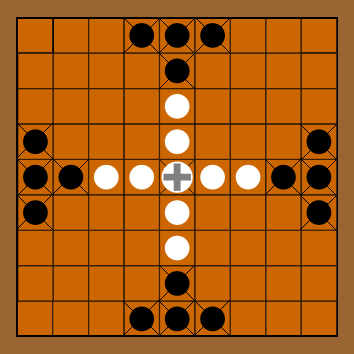
薩米板棋（Tablut） 9×9棋盤，N=8 國王達陣區在捉王方起始位置

## 外部連結
- 遊戲規則 （页面存档备份，存于）
- 遊戲下載